# Big Red de Cornell
Le Big Red de Cornell (en anglais : Cornell Big Red) est un club omnisports universitaire de l'Université Cornell à Ithaca (New York). Les équipes des Big Red participent aux compétitions universitaires organisées par la National Collegiate Athletic Association. Cornell fait partie de la division Ivy League.
Le surnom des sportifs de Cornell fut adopté en 1905.

## Palmarès national
- Hockey sur glace masculin : 1967, 1970
- Crosse masculine : 1971, 1976, 1977
- Polo masculin : 1937, 1955, 1956, 1958, 1959, 1961, 1962, 1963, 1966, 1992, 2005
- Polo féminin : 1979, 1984, 1986, 1987, 1988, 1991, 2000, 2001, 2002, 2003, 2004